# Campania
Campania (IPA: [kam'pa:nja]) régió Olaszország déli részén, amely elsősorban lenyűgöző természeti szépségeiről, például az Amalfi-partról, a Vezúvról és Capri szigetéről, valamint világhírű régészeti lelőhelyeiről, mint Pompeii és Herculaneum ismert. Emellett a gasztronómia terén is kiemelkedik, hiszen itt született a pizza, és innen származik a híres mozzarella di bufala és a limoncello. 13 595 km²-es területével Olaszország 12. legnagyobb régiója, ezzel az ország területének mintegy 7,5%-át fedi le. Közel 5,7 millió fős lakosságával pedig az ország második legnépesebb része, ezzel az Olaszország népességének 9,83%-ával rendelkezik. Népsűrűsége bőven az országos felett van.
Nyugatról Tirrén-tenger, északról Lazio és Molise, keletről Puglia, délről pedig Basilicata határolja. Székhelye és egyben Dél-Olaszország legjelentősebb városa "a napfény városának" is nevezett Nápoly, amely elsősorban gazdag történelmi és kulturális örökségéről, valamint élénk, sajátos hangulatú városi életéről nevezetes. Híres a pizza szülőhelyeként, a Vezúv közelségéről, valamint olyan világhírű látnivalóiról, mint Pompeii romjai, a Spaccanapoli utcája, a nagy katedrálisai, és művészeti gyűjteményei. De nevezetesebb települései közé tartozik Sorrento, festői fekvésével a Nápolyi-öböl partján, hangulatos utcáival és citromligeteivel vált a régió egyik legkedveltebb üdülőhelyévé, Amalfi, az egykori tengeri köztársaság, lenyűgöző sziklás partvidékével, dómjával és mediterrán hangulatával vonzza a látogatókat, Caserta pedig a monumentális királyi palotájáról híres, amely a barokk építészet egyik legkiemelkedőbb alkotása, pompás kertjeivel és szökőkútjaival méltán UNESCO Világörökségi helyszín.
Dél-Olaszországban, a Tirrén-tenger partján fekszik, változatos földrajzi adottságokkal. Területén megtalálhatók síkságok, dombságok és hegyvidékek, valamint vulkáni eredetű tájak is. A régió legjelentősebb hegye a Vezúv, Európa egyetlen aktív szárazföldi vulkánja. A Nápolyi-öböl, valamint az Amalfi- és Sorrentói-félsziget festői partvidéke kiemelkedő természeti látványosság. A belső területeken mezőgazdaság dominál, különösen a Campaniai-síkságon. A régióhoz tartozik több kisebb sziget is, köztük Capri és Ischia. Éghajlata mediterrán: forró, száraz nyarakkal és enyhe, csapadékos telekkel. Földrajzi elhelyezkedése miatt Campania mindig is fontos kereskedelmi és kulturális központ volt.
Története rendkívül gazdag és sokrétegű, már az ókorban is jelentős szerepet játszott. A területet eredetileg oszk és etruszk törzsek lakták, majd a görögök alapítottak itt városokat, például Neapolis-t (mai Nápoly). A római korban Campania virágzó tartománnyá vált, híres villáiról, városairól, köztük Pompejiről és Herculaneumról, amelyeket a Vezúv 79-es kitörése pusztított el. A Római Birodalom bukása után számos hódító – bizánciak, longobárdok, normannok – uralta a területet. A középkorban Nápoly különálló királyságként működött, később a Nápolyi Királyság része lett, majd a Szicíliai Királysággal egyesülve a Két Szicília Királyságát alkotta. 1861-ben Campania csatlakozott az egységes Olaszországhoz. Történelme során mindig is fontos kulturális, vallási és gazdasági központ volt Dél-Itáliában.

## Nevének eredete
Neve a latin „Campania felix” kifejezésből származik, amelynek jelentése „boldog, termékeny vidék”. A rómaiak ezzel a névvel utaltak a régió rendkívül termékeny földjeire, enyhe éghajlatára és bőséges mezőgazdasági terményeire. A név a latin campus („mező”, „síkság”) szóból ered, utalva a Campaniai-síkságra, amely a régió központi részét alkotja.

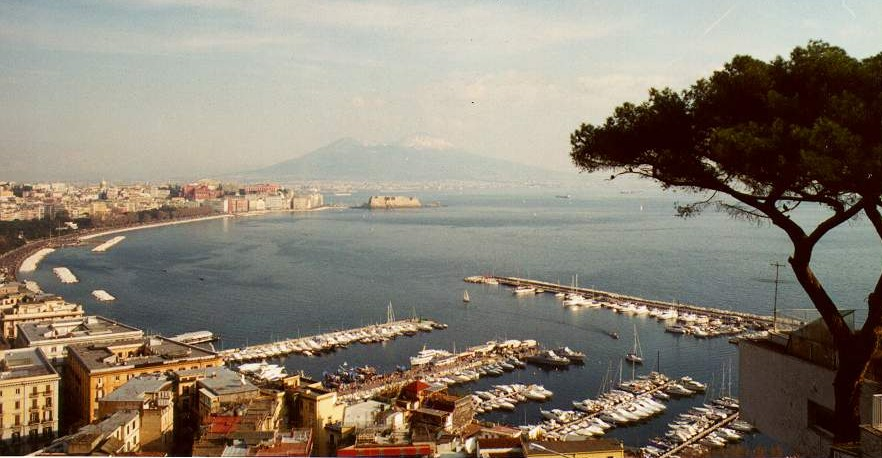
Nápoly látképe

## Földrajza

### Fekvése és geológiája
Campania Dél-Olaszország egyik tartománya. Északnyugaton Lazio, északon Molise, északkeleten Puglia, keleten Basilicata régióval, nyugaton a Tirrén-tengerrel határos.
Lazio régióval a határ a Garigliano folyó mentén húzódik, többi három régióval pedig az Appenninek vonulatai mentén. A Tirrén-tenger négy öble határolja: északnyugaton a Gaetai-öböl; központi részén a Misenói-fok és a Campanella-fok között a Nápolyi-öböl, melynek része a Pozzuoli-öböl; délebbre a Campanella-fok és a Licosa-fok között a Salernói-öböl; Camerota és a Scalea-fok között (már Calabria régióhoz tartozik) pedig a Policastrói-öböl.
Északnyugat–délkelet irányban a Nápolyi-Appenninek gyűrődéses vonulata határolja, a régió teljes hosszában. A hegységek legrégebbi részei mezozoikumi metamorf kőzetekből épülnek fel, legfiatalabb részeire pedig harmadkori üledékes kőzetek a jellemzőek (konglomerátumok, mészkő, agyagrétegek stb.). Campania északi részét a Matese-hegység vonulata uralja, amely elfoglalja Avellino és Benevento megye területének nagy részét. Délkeleti irányban haladva, Avellino városától a Sele folyó völgyéig a Picentini-hegység vonulata húzódik. A régió déli részét, a Cilento és Vallo di Diano Nemzeti Park területén pedig az Alburni-hegység található. A Lattari-hegység, mely végig húzódik a Sorrentói-félszigeten az Appenninek egyik nyugati irányú nyúlványa. A félszigettől nyugatra fekszik Capri szigete, amely szintén mészkőrétegekből épül fel. A Lattari déli oldalát, mely meredeken lejt a Salernói-öbölbe rövid, hegyipatakok vizei által kialakított völgyek tagolják: ennek a partszakasznak a neve Amalfi-part. Szintén az Appenninek egyik nyúlványa, a régió déli csücskében, a Policastrói-öböl partján fekvő Bulgheria-hegység hegytömb. Az Alburni- és Bulgheria hegységek területén gyakoriak a különböző karsztjelenségek.

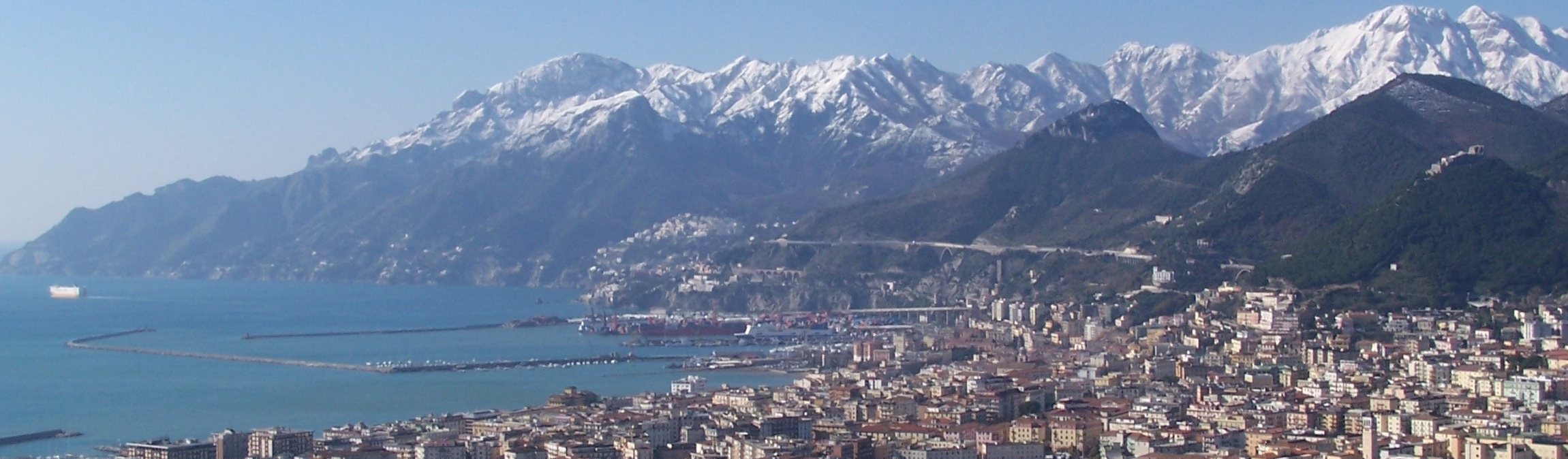
A Lattari-hegység látképe Salerno városából

A régió nyugati, Tirrén-tengerrel határos oldalán húzódik a Campaniai vulkáni ív, amelynek kialakulása a kora pleisztocénben kezdődött. A vonulat legészakibb része a Roccamonfina hegység Teano település mellett. A Campi Flegrei vulkáni zóna a Pozzuoli-öböl környékén fekszik. Itt található a Monte Nuovo, a Solfatara és Astroni kráter, az Avernói-, Lucrinói-, Fusaro-krátertó. Ugyancsak ezen vulkanizmusnak köszönhetően alakult ki Ischia, Procida és Vivara szigete. A Nápolyi-öböl partján fekszik a Vezúv, mely egy napjainkban is aktív vulkán. Nápolytól a Garigliano folyóig húzódik a Campaniai-síkság, amely Campania legkiterjedtebb síkvidéke. A Vezúvtól keletre található a Nolai-síkság, mely tulajdonképpen a Campaniai-síkság része. A Salernói-öböl partján, a Sele folyó torkolatvidékén terül el a Salernói-síkság.

### Vízrajza
Campania legjelentősebb folyója a Volturno, ami a Matese-hegység vizeit gyűjti össze és átszeli a Campaniai-síkságot, mielőtt a Tirrén-tengerbe ömlik. Legnagyobb mellékfolyója a Calore Irpino. A Vezúvtól délre folyik a Sarno, amelyet Olaszország legszennyezettebb folyójaként tartanak számon. A Salernói-öbölbe ömlik a régió második legnagyobb folyója a Sele, mely Picentini- és Alburni-hegység vizeit gyűjti össze. Legfontosabb mellékfolyói a Tanagro és a Calore Lucano. Az Alburni-hegységből ered az Alento is.
A régió legnagyobb édesvízi tava a Matese-tó, amely a Matese-hegység vonulatai között fekszik.

### Éghajlata
A régiónak tipikus mediterrán éghajlata van: enyhe telekkel és forró nyarakkal. A legtöbb csapadék novemberben és decemberben, valamint március–áprilisban hullik. A hegyvidékekben a klíma temperáltabb, alacsonyabb átlaghőmérsékletekkel.

### Tájegységei
| Avellino megye | Benevento megye           | Caserta megye        | Nápoly megye                                                           | Salerno megye                                            |
| Hirpinia       | Alto Tammaro-Alto Fortore | Ciampate del Diavolo | Nocera-Sarno-síkság Nolai-síkság Flegrei-félsziget Sorrentói-félsziget | Nocera-Sarno-síkság Cilento Amalfi-part Policastrói-öböl |

## Történeleme

### Ókor

Dél-Olaszország politikai térképe 1000-ben

Az ókorban rómaiak Campania felixnek nevezték a vidéket, melynek jelentése szerencsés vidék. A Campania név eredete – akárcsak a franciaországi Champagne régió esetében – a latin campusból származik (francia nyelven champ), amelynek jelentése vidék. Az tulajdonképpeni Campania felix az Appenninektől délre egészen a Sorrentói-félszigetig húzódott a szabinok és a picentinusok által lakott területek közé ékelődve. A vidék első lakosai az oszkok voltak, akiket az i. e. 5. században a szamniszok fokozatosan kiszorítottak. Az i. e. 8. században görög telepesek jelentek meg a Campaniában kereskedelmi gyarmatvárosokat alapítva (Neapolis, Cumae, Poseidonia stb.).
Legjelentősebb városa ebben az időben Capua volt, a második legnagyobb itáliai város Róma után. Az Appennini-félsziget déli részeinek meghódítására indított hadjáratok során Róma szövetségese volt, aminek következtében municipiumi rangot kapott. Lakosai civitas sine suffragio, azaz szavazati jog nélküli polgárok voltak. I. e. 312-ben elkészült a Via Appia, a Rómát Capuával összekötő út, mely az Itáliát behálózó római utak előfutára volt.
A második pun háború során (i. e. 216–203) Hannibál seregei kifosztották és elpusztították a campaniai települések nagy részét, ami jelentős népességcsökkenéshez vezetett. A helyzetet kihasználva több mint 135 000 római veterán és római polgár törvénytelenül elfoglalta az ager publicushoz tartozó területeket. Tiberius Sempronius Gracchus (néptribunus) i. e. 133-ban célba vette ezeket a törvénysértéseket, ami a föld nem kis részének újraelosztásához vezetett.
I. e. 90-ben, a itáliai szövetségesháborúk során a Marius által vezetett felkelők elfoglalták Campania nagy részét, i. e. 89-ben azonban Sullának sikerült visszafoglalnia Nolában állomásozó hadseregének segítségével. I. e. 73–71 között a Spartacus vezette nagy rabszolgalázadás színtere volt, amelyet Marcus Licinius Crassusnak i. e. 71-ben sikerült levernie. Campania romanizációja az i. e. 1. században teljesedett ki. Campania felixben, tájainak és kellemes éghajlatának köszönhetően volt a tehetősebb római polgárok nyári rezidenciája.

### Középkor
A középkorban, a Nyugatrómai Birodalom bukása után, 475-ben Odoaker Itália királyának (Rex Italiae) kiáltotta ki magát, a tényleges hatalom azonban a bizánci császárok kezében maradt. A bizánciak hatalmát az 568-ban érkező longobárdok gyengítették, akik a következő évszázadok során számos kisebb-nagyobb önálló – vagy részben a bizánciaktól függő – hercegséget hoztak létre (Nápolyi Hercegség, Beneventói Hercegség, Capuai Hercegség, Salernói Hercegség, Amalfi Köztársaság).
882 és 915 között a szaracénok fokozatos támadásainak következtében a vidék lakossága megcsappant. Miután a normannoknak 1091-ben sikerült elfoglalniuk a 827 óta szaracén fennhatóság alatt állott Szicíliát, megszűnt Campania veszélyeztetettsége is. A normannok Szicíliából kiindulva, Palermo fővárossal, megalapították saját államukat, a Szicíliai Királyságot. Sorra meghódították a dél-itáliai városokat és hercegségeket.
1194-ben a Szicíliai Királyság VI. Henrik német-római császár birtokába került, ennek 1186-os házassága révén szicíliai Konstanciával, aki az utolsó normann király, III. Vilmos nagynénje és utóda volt. Henrik korai halála után a palermói trónra II. Frigyes került, mindössze kétévesen. Miután II. Frigyes egyben a Német-római Birodalom császára is volt, és ezáltal számos észak-itáliai területet is birtokolt, a pápa (IV. Kelemen) veszélyeztetve érezte hatalmát és befolyását Itáliában, ezért a francia Anjou Károlyt támogatta a szicíliai trónért folytatott küzdelemben. A Hohenstauffenek szicíliai uralkodása 1266-ban ért véget az Anjouk inváziójának és az utolsó király, Konradin, halálának következtében. A francia uralom és a nagy adóterhek ellen 1282-ben felkelés tört ki, amely szicíliai vecsernye néven vált ismertté. Ennek következtében III. (Aragóniai) Péter sikeres hadjáratának köszönhetően meghódította a királyságot. A felkelésnek 1302-ben a caltabellottai béke vetett véget, melynek következtében a királyság két részre szakadt, mindkettőnek neve hivatalosan Szicíliai Királyság lett. A Szicíliát magába foglaló királyságot Trinacria Királyságaként emlegették, míg a Dél-Itáliát (Mezzogiorno) magába foglaló kontinentális részt Nápolyi Királyságként. A palermói trónra II. Frigyes került, míg a nápolyira II. Károly.

### Korai újkor

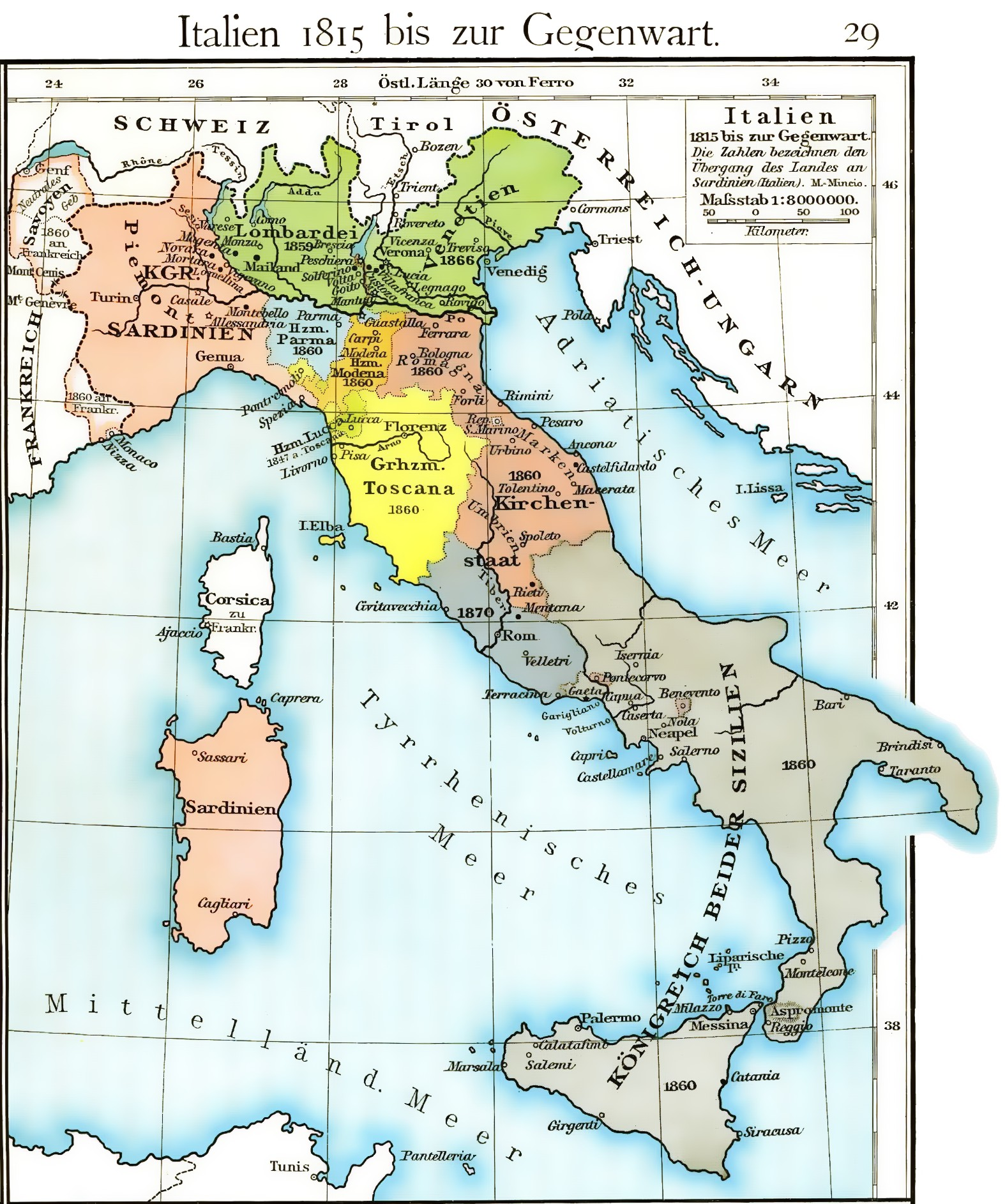
A Két Szicília Királysága 1815-ben

A Nápolyi Királyság az újkorban, 16. század folyamán is a Franciaország és Spanyolország közötti viszálykodás tárgya maradt, de a királyság elhódítására irányuló francia próbálkozások egyre gyengébbek lettek. A franciák 1559-ben a cateau-cambrésis-i békeszerződésben mondtak le véglegesen követeléseikről.
A 18. század eleji spanyol örökösödési háborúk után a királyság a Habsburg Birodalom fennhatósága alá került. 1714-ben a Rastatti Szerződésben a királyság élére VI. Károly német-római császár került. Ugyancsak az ő kezébe került 1720-ban Szicília is. A királyság azonban nem maradt sokáig Habsburg fennhatóság alatt, ugyanis 1734-ben a spanyolok meghódították, és mindkét királyság élére a Bourbon-házból való V. Fülöp spanyol király legfiatalabb fiát, Károly parmai herceget nevezték ki, aki VII. Károly néven uralkodott. Miután apja halálát követően Károly (III. Károly néven) a spanyol trónra került 1759-ben, a nápolyi trónt fia, IV. Ferdinánd kapta meg. A két királyság 1735 után perszonálunióban állt egymással, csak a közös király személye tartotta őket össze, egyébként mindkettő teljesen független volt egymástól.

### 19. század
1799-ben IV. Ferdinándot a francia forradalmi erők és az őket támogató nápolyiak elűzték a trónról, és kénytelen volt Szicíliába menekülni. A franciák segítségével megalapították az Első Nápolyi Köztársaságot (Parthenopéi Köztársaság), de ez rövid életűnek bizonyult, miután a katolikus egyház által szított lazzari-felkelés visszahozta Ferdinándot a trónra. Ferdinánd döntése, hogy 1805-ben a Napóleon elleni harmadik koalícióhoz csatlakozzon, káros volt a királyság számára, amely 1806-ban, az austerlitzi csata után a franciák kezébe került. Napóleon a bátyját, Bonaparte Józsefet emelte a nápolyi trónra. Miután József 1808-ban megkapta a spanyol trónt, Napóleon húga, Karolina és ennek férje, Joachim Murat marsall került a nápolyi trónra.
IV. Ferdinánd eközben a Szicíliai Királyság uralkodója volt (II. Ferdinánd néven). Miután 1814-ben legyőzték Napóleon császár seregeit, az európai nagyhatalmak megerősítették Joachim Murat-t nápolyi királyként. Miután a nagyhatalmak, főleg Nagy-Britannia, gyanakodva viszonyultak uralkodásához, Murat helyzete egyre bizonytalanabbá vált. 1815-ben, amikor Napóleon ismét visszakerült a francia trónra száz napra, Murat a támogatásáról biztosította. A tolentinói csatában az osztrák seregek leverték Murat hadait és visszaállították Ferdinándot a nápolyi trónra. A waterlooi csata után IV. Ferdinánd elfogatta és kivégeztette Murat-t.
1816-ban a Nápolyi Királyságot Ferdinánd hivatalosan egyesítette a Szicíliai Királysággal, így létrejött az új államalakulat, a Két Szicília Királysága. Ferdinándot fia, I. Ferenc követte a trónon, akinek uralkodása alatt a királyság Itália legdiktatórikusabb államává lett. 1859-ben, II. Ferenc uralkodása alatt ugyanakkor a leggazdagabb olasz királysággá vált.
1861. szeptember 6-án Giuseppe Garibaldi seregei elfoglalták a királyságot, majd októberben egy népgyűlés alkalmával kikiáltották Két Szicília Királyságának egyesülését az Olasz Királysággal.

## Népesség
Campania Olaszország egyik legnépesebb (5 790 187 lakos) és legsűrűbben lakott régiója. Az átlagos népsűrűség 425,9 fő/km², az érték azonban megyénként változik: Avellino megyében 156, Benevento megyében 139 fő/km². Caserta megyében 333, Nápoly megyében viszont 2632 fő lakik négyzetkilométerenként, és ezzel Nápoly megye Olaszország legnagyobb népsűrűségével rendelkezik.
Noha számos virágzó városa van (lásd Nápoly), Campania nem vonzotta és vonzza a bevándorlókat, ami elsősorban a magas munkanélküliségi rátának tulajdonítható. Az észak-olaszországi tartományokhoz viszonyítva a bevándorlók száma minimális.
A lakosság összetétele:
- Olasz – 5 659 702 lakos (98,8%)
- Ukrán – 12 718 lakos (0,2%)

Ezen felül kisebb számban élnek marokkóiak, albánok és lengyelek is.

## Közigazgatás

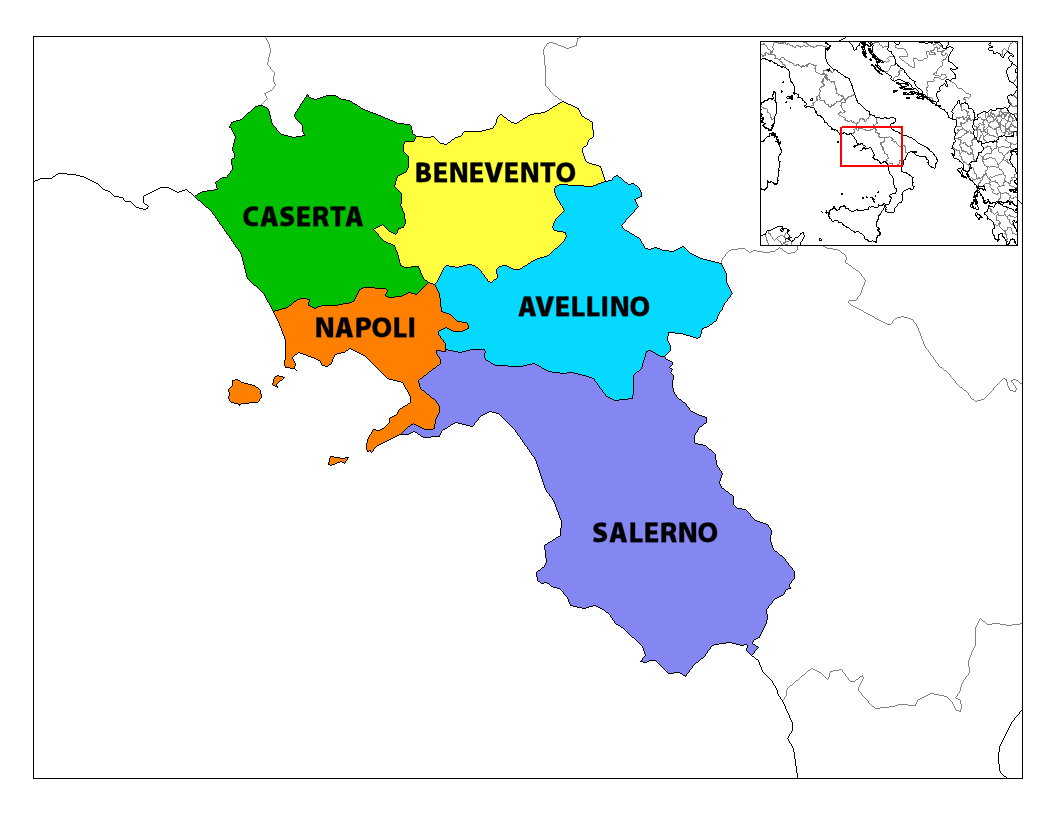
Campania megyéi

Campania területe öt megyére van osztva:
- Avellino (Provincia di Avellino),
- Benevento (Provincia di Benevento),
- Caserta (Provincia di Caserta),
- Nápoly (Provincia di Napoli),
- Salerno (Provincia di Salerno).

A régió legnépesebb városai:
| Város                   | Megye     | Lakosság (fő) | Terület (km²) |
| ----------------------- | --------- | ------------- | ------------- |
| Nápoly                  | Nápoly    | 1 004 500     | 117           |
| Salerno                 | Salerno   | 146 324       | 58            |
| Giugliano in Campania   | Nápoly    | 110 650       | 94            |
| Torre del Greco         | Nápoly    | 90 607        | 30            |
| Pozzuoli                | Nápoly    | 82 131        | 43            |
| Casoria                 | Nápoly    | 81 888        | 12,03         |
| Caserta                 | Caserta   | 79 488        | 53,07         |
| Castellammare di Stabia | Nápoly    | 66 413        | 17            |
| Benevento               | Benevento | 63 026        | 130           |
| Afragola                | Nápoly    | 62 319        | 17,99         |
| Portici                 | Nápoly    | 57 777        | 4             |
| Avellino                | Avellino  | 56 928        | 30,41         |

## Hagyományok

### A nápolyi nyelv
A nápolyi nyelvváltozat a vulgáris latinból alakult ki, hasonlóan az olasz, francia, spanyol, portugál stb. nyelvekhez.
Két Szicília Királyságának Olaszországgal történő egyesítéséig a királyság hivatalos nyelve volt. Az egyesülés után, miután az újonnan megalakult Olaszország hivatalos nyelve a toszkán dialektuson alapuló köznyelv lett, a nápolyi nyelvet lefokozták dialektus szintjére.
A harmadik évezred elején törvényhozási próbálkozások vannak az olasz parlamentben a nápolyi nyelv elismerésére regionális és kisebbségi nyelvként. Az UNESCO Nemzetközi Szabványügyi Szervezete ISO 639 szabványszám alatt már elismerte: hivatalos kódja NAP.

### Gasztronómia

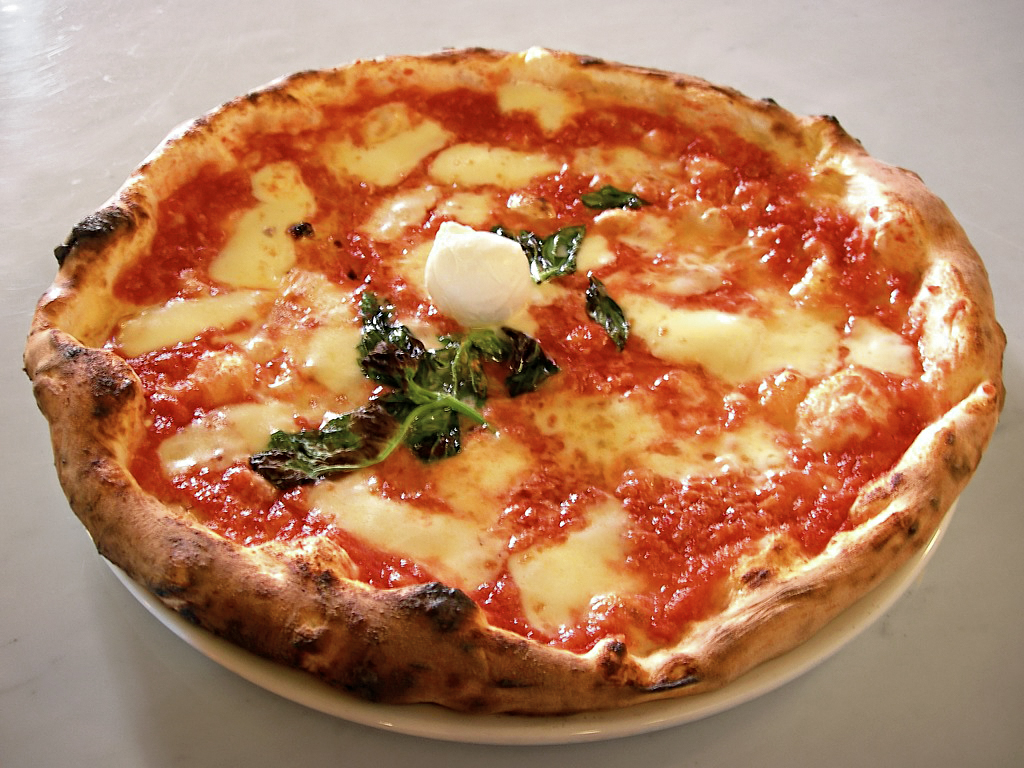
Pizza Margherita

Nápoly a pizza őshazája. A modern pizza feltalálását a nápolyi Raffaele Espositónak tulajdonítják, aki az 1780-ban alapított és ma Pizzeria Brandi néven még mindig működő Pietro… e basta così (Pietro… és elég ennyi) sütödében dolgozott, és 1889-ben a szavojai I. Umberto király és Margherita királyné látogatása alkalmából különleges pizzát készített az olasz nemzeti színekben: zöld (bazsalikom), fehér (mozzarella) és piros (paradicsom), s készítője a királynéról nevezte el.
Az előételek közül helyi jellegzetesség a crostini alla napoletana (vékony kenyérszeletek mozzarellával, articsókával és paradicsommal enyhén megpirítva), impepata di cozze (friss kagyló citromlében, petrezselyemzöldjével és olívaolajjal elkészítve), mozzarella in carozza (kenyérszeletek mozzarellával összepirítva), továbbá a zucchine a scapece (sült cukkini) és a peperoni farciti (töltött pepperoni).

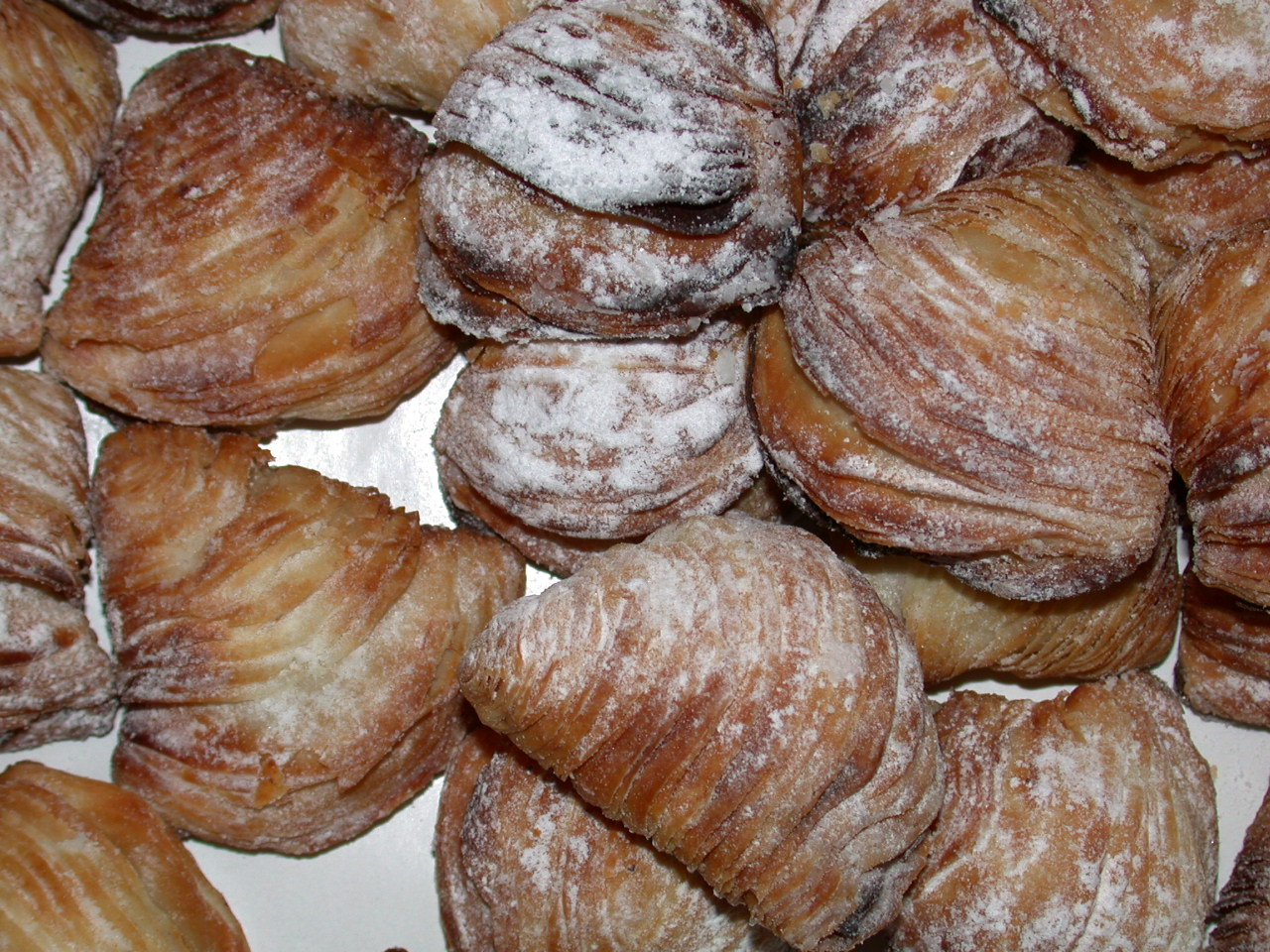
Sfogliatelle

A főételek kategóriájából megemlítendő a minestra marinata (káposztaleves sonkával vagy kolbásszal) és a zuppa di cardoni (articsókaleves csirkehússal). A jellegzetes olasz tésztaféleségek közül megemlítendő a maccheroni cacio e uova (sajtos, tojásos makaróni), a pasta fritte (sült tészta, húsgombócokkal) és a fusilli alla napoletana (zöldséges makaróni). A sartú puffaszott rizs és húsgombócok keveréke, zöldséggel és gazdagon fűszerezett öntettel.
Elterjedt ételek az anguilla in umido és az anguilla alla griglia (mindkettő sült angolnából készül). A coniglio all'ischitana nyúlhúsból és paradicsomszószból készül. A polpo alla luciana főtt polip gazdagon fűszerezett köretekkel. A cervella alla napoletana borjúagyvelőből és rengeteg zöldségből készül.
Híres nápolyi cukrászsütemények a baba (hazánkban szavarinként ismert), a sciu (csokoládé vagy kávékrémmel megtöltött tészta) és a pastiera (többrétegű, rizsből vagy lágyított búzából készült sütemény). Nápolyi különlegesség a sfogliatella, amely leginkább a croissant-hoz hasonlít.
Campania a borairól is híres. A legismertebb bor a Taurasi (száraz, vörös), mely Avellino vidékéről származik; a Cilento vidékéről származó szintén vörös, száraz Aglianico del Cilento és Aglianico di Guardia Saframondi borok; Ischia szigetéről elsősorban fehér borok származnak, az Ischia Bianco, Ischia Biancolella és az Ischia Forastera; a Vezúv lejtőin termelik a világhírű Vesuvio Bianco (száraz, fehér), Vesuvio Rosato (száraz, rosé) és a Lacryma Christi (száraz, fehér) borokat.

## Fő látnivalók

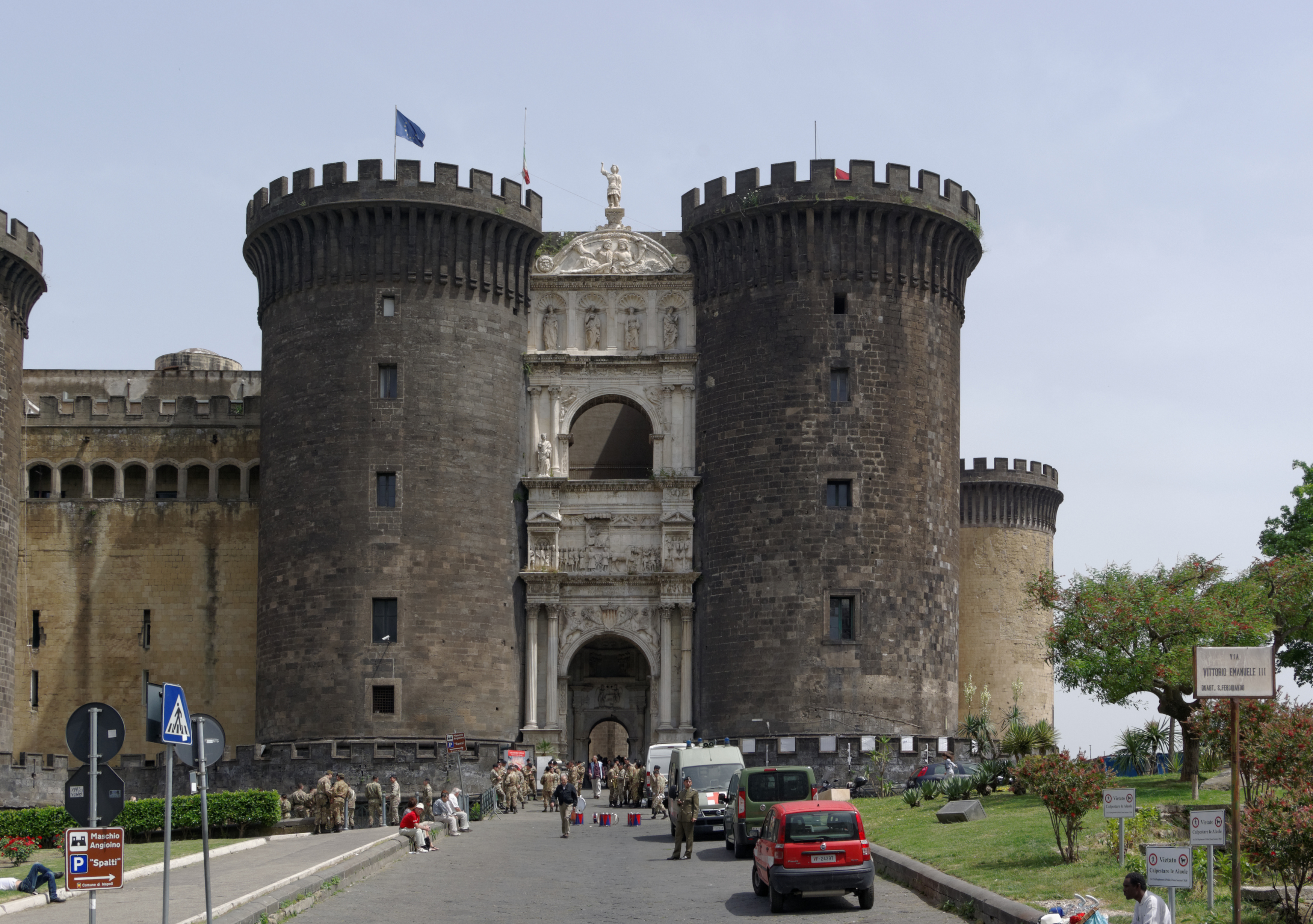
Nápoly történelmi központja

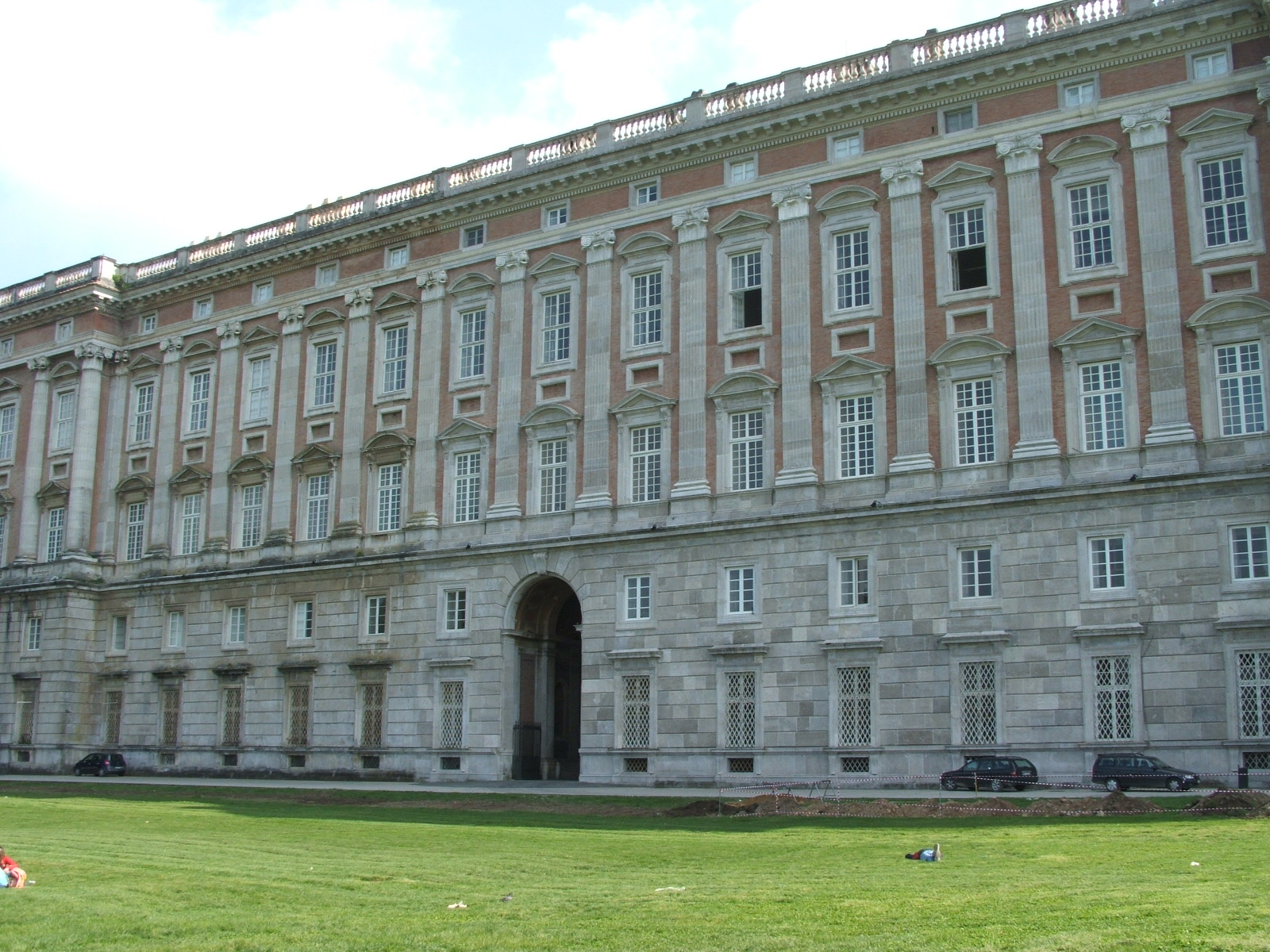
A Casertai királyi palota

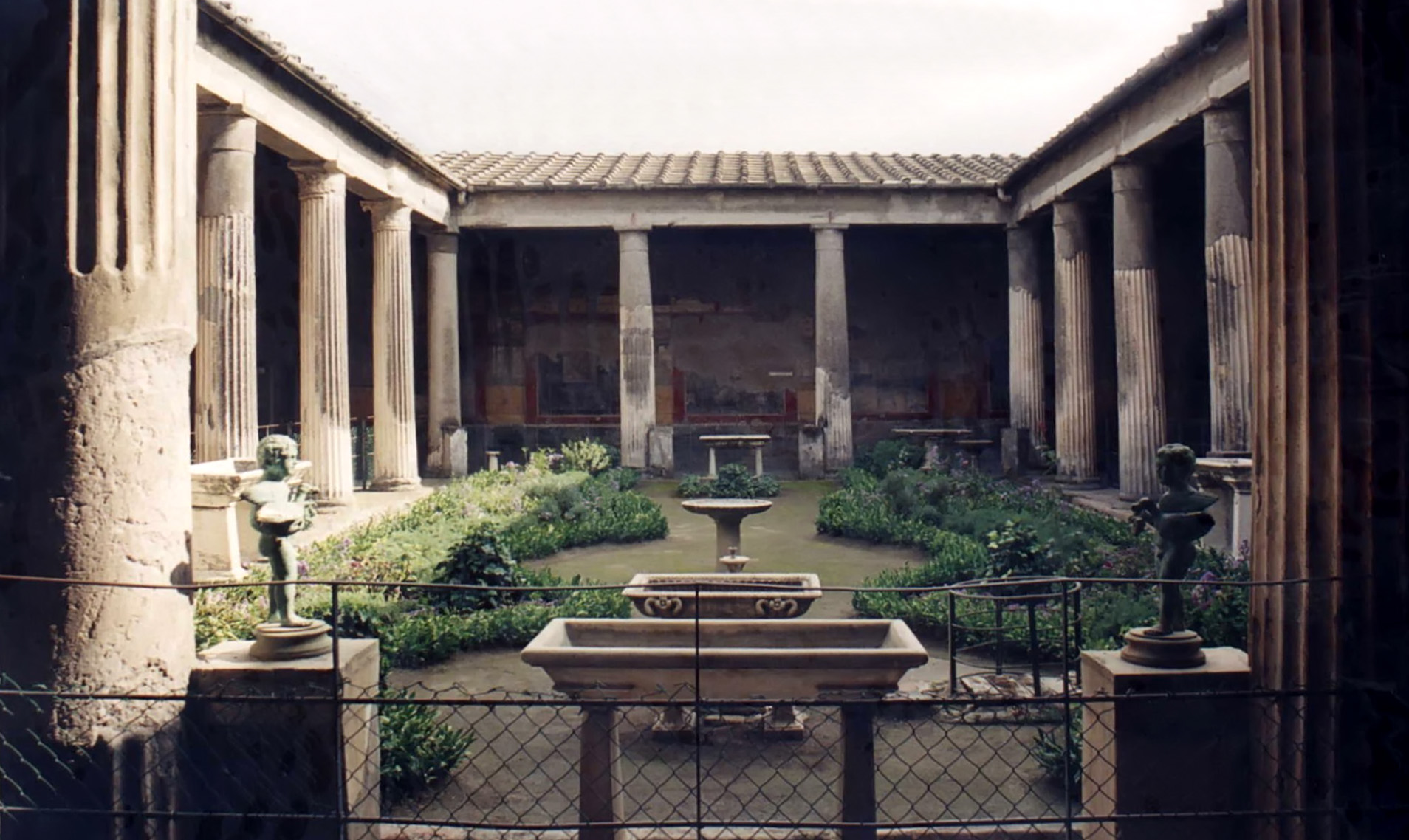
Pompeii: Vettius háza

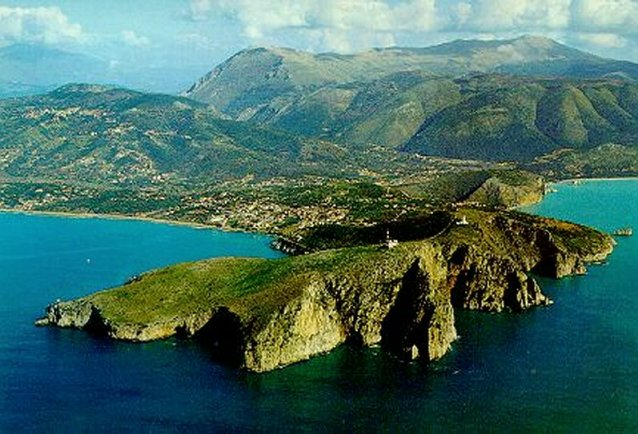
Cilento

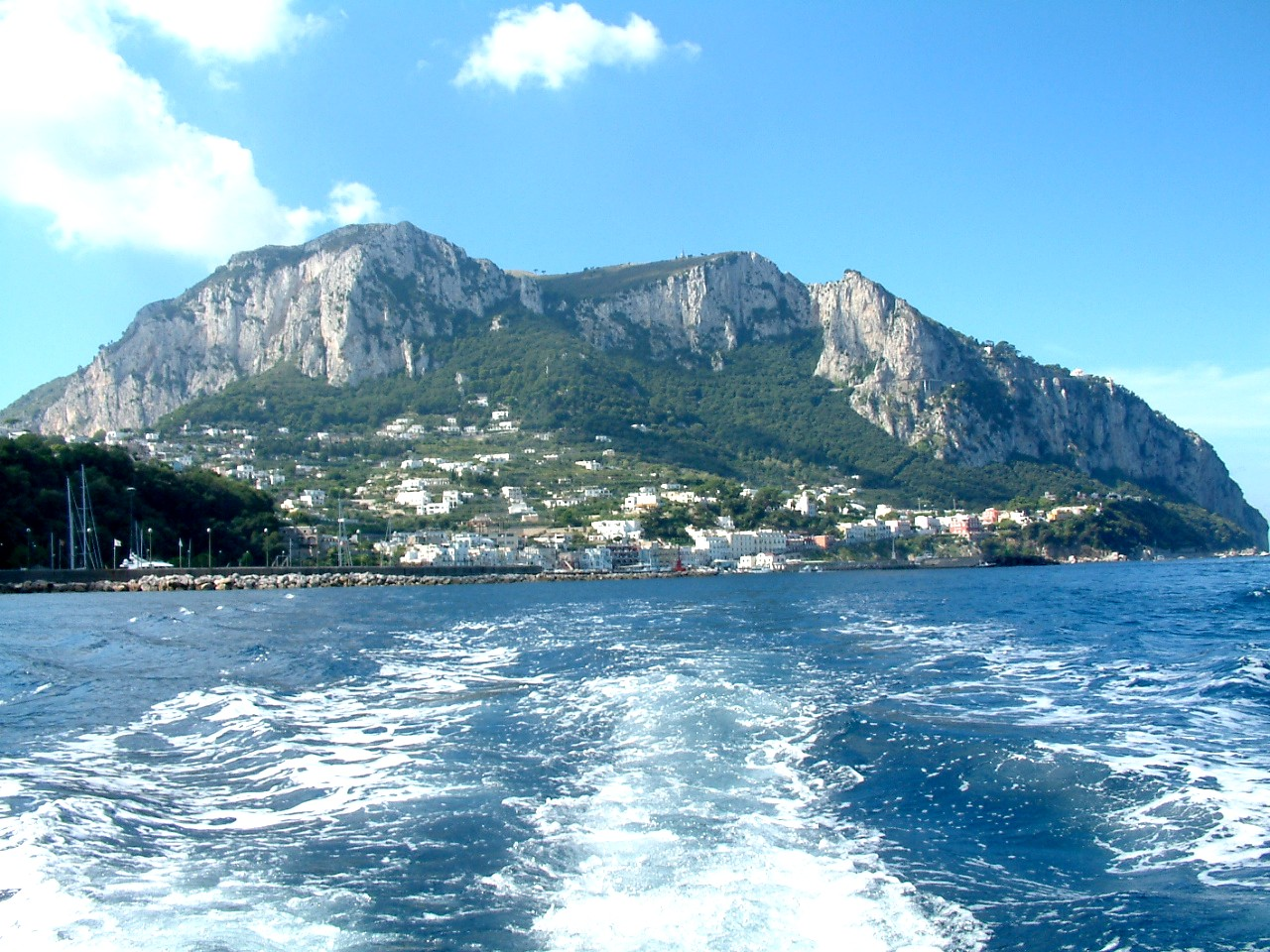
Capri látképe

Campania természeti és kulturális látnivalói világszerte ismertek, évente több millió turistát vonzanak a régióba. Legjelentősebb látnivalói:
- a világörökség részei:
  - Nápoly történelmi központja Európa egyik legnagyobb történelmi városközpontja és egyben Olaszország legsűrűbben lakott pontja, 1995 óta az UNESCO világörökség része. Az óváros a mai napig megőrizte régi szerkezetét. A cumae-i telepesek idejéből származó utcahálózat egy része máig fennmaradt. A város arculatának alakulása végigkövethető az Anjou- és Aragóniai-kori építkezéseken, a Bourbon-ház újításain át, a modern városmegújító mozgalmakig.
  - A casertai királyi palota (olaszul Reggia di Caserta), a nápolyi Bourbon királyok egykori rezidenciája, az ennek vízellátására épített Vanvitelli-vezeték, valamint a királyi selyemszövő műhelyek San Leucióban. Mindhárom 1997 óta a világörökség része.
  - Pompeii és Herculaneum romvárosai, melyeket a Vezúv 79-es kitöréséből származó hamu temetett el, valamint Torre Annunziata szintén a kitöréskor eltemetett római villái. 1997 óta világörökségi helyszínek.
  - A régió déli részének nagy részét elfoglaló Cilento és Vallo di Diano Nemzeti Park 1998 óta a világörökség része – Paestum és Velia romvárosával, valamint a padulai karthauzi kolostorral együtt.
  - A Sorrentói-félsziget déli oldalán végigfutó Amalfi-part települései (Amalfi, Atrani, Cetara, Conca dei Marini, Maiori, Minori, Praiano, Positano, Ravello, Scala, Vietri sul Mare) kulturális örökségük és természeti környezetük szépsége miatt kerültek fel 1997-ben az UNESCO listájára.
- kulturális és történelmi helyszínek:
  - A Vezúv 79-es kitörése során elpusztult Stabiae település romjai Castellammare di Stabia város mellett
  - Pozzuoli városának római kori emlékei: az amfiteátrum, a Szerapisz-templom és Szent Januarius szentélye (ahol egyik vérereklyéjét őrzik)
  - Benevento városának római kori emlékei: a diadalív és az amfiteátrum
  - az ókori Capua városának romjai Santa Maria Capua Vetere település mellett
  - az ókori Baiae, Misenum és Cumae városok romjai Bacoli területén
  - Nola és Nocera római kori emlékei
  - Salerno óvárosa
  - Sorrento óvárosa
  - Cimitile ókeresztény bazilikái
  - a Vezúvi villák sora Nápoly San Giovanni a Teduccio negyedétől Ercolano városáig
  - a portici királyi palota, a nápolyi királyok egykori rezidenciája
- természeti látnivalók:
  - a Nápolyi-öböl felett magasodó Vezúv és környéke, a Vezúvi Nemzeti Park területe
  - a Campi Flegrei vulkáni terület, és a hozzá tartozó Solfatara és Astroni kráterek Pozzuoli mellett
  - Capri szigete a világhírű Kék Barlanggal
  - Ischia szigete a számos termálvizű forrással
  - a Roccamonfina vulkán környéke a régió északi részében
- üdülőhelyek:
  - Ailano gyógyvízű forrásai
  - Castel Volturno tengerparti üdülőtelepei: Vilaggio Coppola Pinetamare és Baia Verde
  - Cellole tengerparti üdülőhelyei: Baia Domizia és Baia Felice

## Gazdaság
Az EURISPES tanulmányai Dél-Olaszország gazdasági mutatóit vizsgálják összehasonlítva az ország többi részével. Ezek szerint Észak-Olaszországban a lakosság 2,4%-a él a szegénységi küszöb alatt, a munkanélküliség pedig 3,8%; Közép-Olaszországban ezek a mutatók 1,6%, illetve 6,1%; Dél-Olaszországban a lakosság 7,3%-a él a szegénységi küszöb alatt, és 17,9%-uk munkanélküli. Amíg a feketegazdaság a teljes olasz gazdasági termelés közel egyharmadát (körülbelül 30%) adja, addig ez a mutató Dél-Olaszországban 70% körüli. Általában elmondható, hogy a térség gazdasága a kereskedelmi szektor felé mozdul el a hagyományos mezőgazdaság felől.
Puglia mögött Campania Dél-Olaszország második legiparosodottabb régiója. Kiemelkedően magasan fejlett az ipar Nápoly és Salerno megyében. Az ipar fő ágai: élelmiszeripar, gépgyártóipar, finommechanika és hajógyártás. Nápoly és Salerno kikötői Olaszország legforgalmasabb kikötői közé tartoznak úgy teher-, mint személyszállítás terén.
A mezőgazdaság elsősorban a Campaniai-síkságon, valamint a Nolai-síkságon élő lakosságot foglalkoztatja. A régió déli részében, a hegyekkel, dombokkal szaggatott Cilento vidékén elsősorban olíva- és gyümölcstermesztéssel foglalkoznak. A Vezúv lejtőin az ásványi anyagokban gazdag vulkáni eredetű talaj a szőlőtermesztésnek és bortermelésnek kedvez. A halászatnak elsősorban helyi szinten van különösebb fontossága, szerepe visszaesett, főleg amióta az olasz állam korlátozza a Tirrén-tengerből kifogható halmennyiséget.
A számos világhírű látnivalónak köszönhetően a turizmusnak egyre nagyobb részesedése van a régió gazdaságában. A gyógyturizmus rendkívül fejlett a vulkáni utóműködések következtében kialakult termálvizű forrásoknak köszönhetően (Ischia, Pozzuoli stb.)
A történelmi hagyományokat követendő számos kézművesipari központ is kialakult: például San Leucio selyemszövő műhelyei, a nápolyi Capodimonte porcelánmanufaktúrái stb.

### Camorra
A camorra a szicíliai Cosa Nostrához hasonló maffiaszervezet, mely Nápolyban és a környékén tevékenykedik. A 19. században alakult meg a Bourbon uralkodók titkosrendőrségeként. Szicíliai megfelelőjéhez hasonlóan elsősorban kalóztevékenységet folytatott. Ugyanakkor örökölte a maffia felépítését is: számos egymással háborúzó klánból áll, amelyek között gyakoriak a halálesetekkel járó leszámolások. A nápolyi feketegazdaságot gyakorlatilag a camorra irányítja.

## Közlekedés

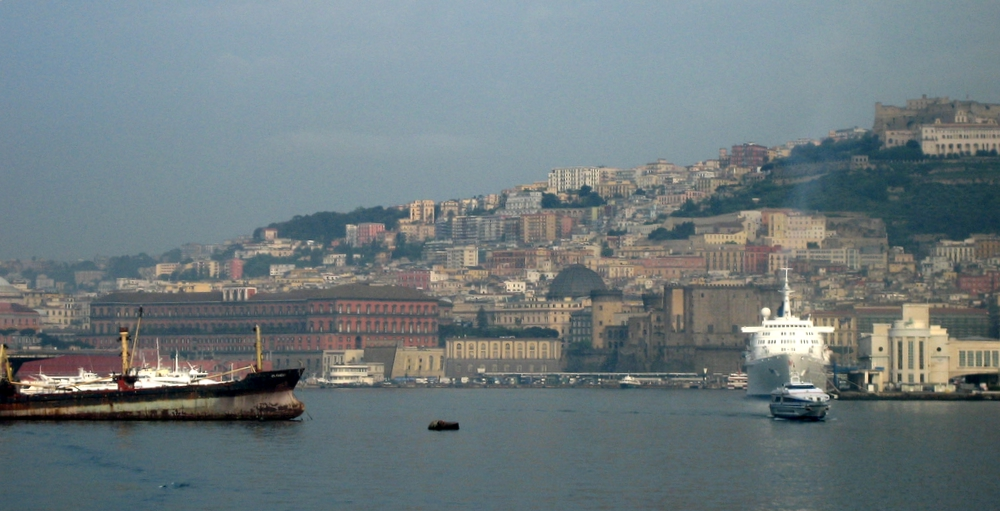
A nápolyi kikötő

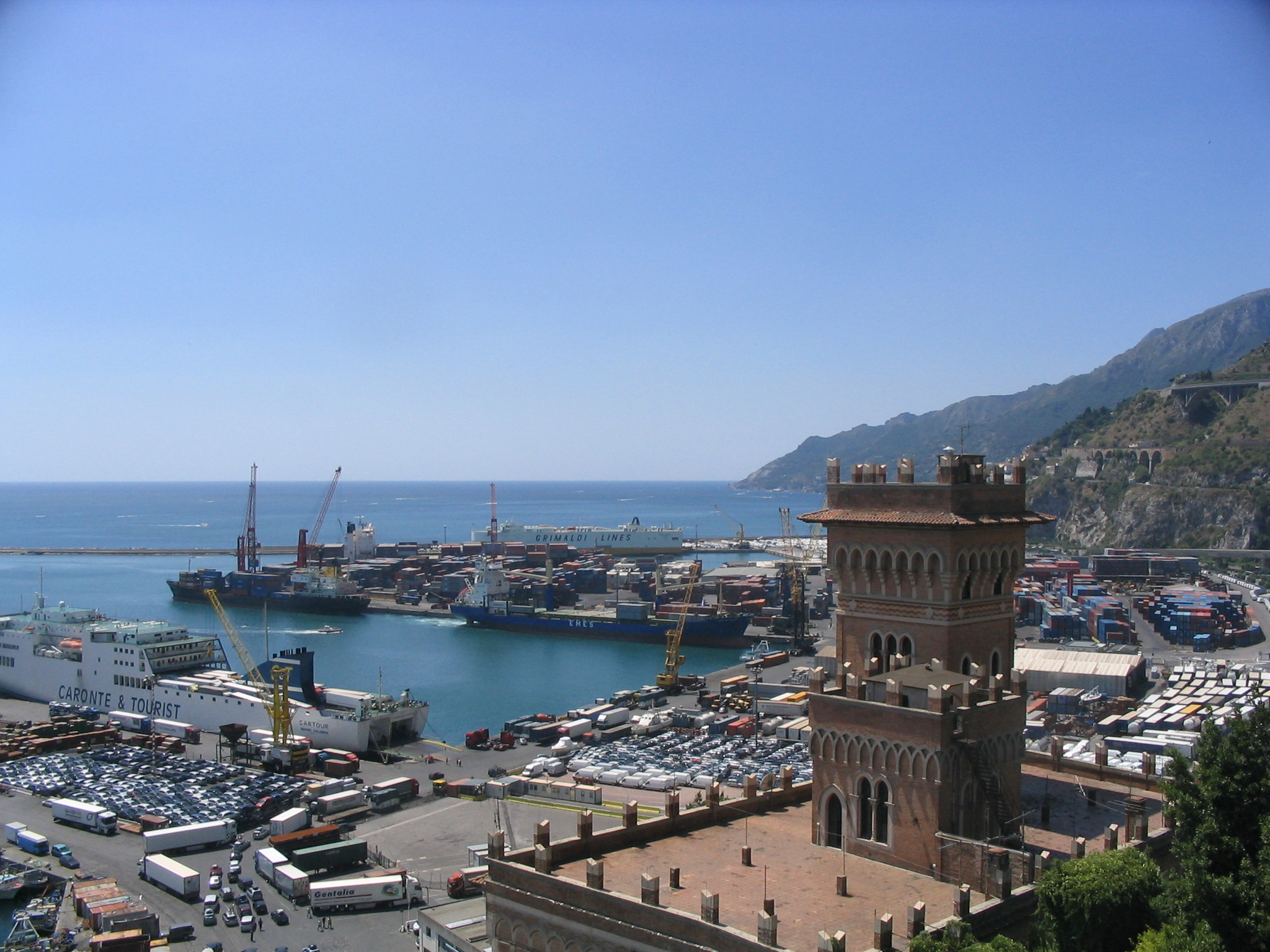
A salernói kikötő

### Autóutak
A régiót észak-dél irányban szeli át az A1/E45-ös autópálya, az autostrada del sole (a nap autópályája), mely összeköti Reggio di Calabriát Rómával, Firenzével és Milánóval. A Tirrén-tengert és az Adriai-partokkal az A16-os autópálya köti össze (autostrade dei due mari – két tenger autópályája).

### Vasút
Nápoly Olaszország egyik legforgalmasabb vasúti csomópontja. Rendszeres összeköttetésben van Olaszország többi nagyvárosával. Ugyancsak innen indulnak a regionális vasúttársaságok (Circumflegrea, Circumvesuviana, Ferrovia Cumana, Metrocampania Nordest) szerelvényei, amelyek elsősorban Nápolyt kötik össze az agglomerációban levő településekkel.

### Légi közlekedés
Campania egyetlen repülőtere a Nápolyi nemzetközi repülőtér (IATA:NAP, ICAO:LIRN), mely egyben Dél-Olaszország legnagyobb repülőtere is.

### Hajózás
Nápolyban található Olaszország egyik legjelentősebb kikötője mind teher-, mind személyforgalom szempontjából. Rendszeres járatok indulnak Tunéziába, Korzikára, Szardíniára, Szicíliára, valamint a környező szigetekre.
Nápoly nagy jelentőségű kereskedelmi kikötő. Évente 400 ezer konténeregység halad át a 350 méteres konténerszállítókat is fogadni képes dokkokon és 450 ezer személyautót rakodnak fel teherszállító hajókra.
Salerno szintén egyike a Tirrén-tenger legforgalmasabb kikötőinek. Évente 7 millió tonna áru halad itt keresztül, ennek 60%-a konténerekben.

## Híres campaniaiak
- Parmenidész és Zénón, az eleai filozófiai iskola képviselői
- Idősebb Plinius, a Naturalis Historia szerzője
- Ifjabb Plinius, a Vezúv 79-es kitörésének leírója
- Szent Januarius püspök, Nápoly védőszentje
- Torquato Tasso, Sorrentóban született 1575-ben
- Giordano Bruno, csillagász Nola városában született
- Luigi Vanvitelli, a casertai királyi palota tervezője
- Raimondo di Sangro herceg, aki egyben az utolsó alkimisták egyike volt
- Niccolo Antonio Zingarelli és Giovanni Paisiello zenész
- Francesco de Sanctis író Morra De Sanctis városkában született
- VI. Orbán pápa
- Enrico Caruso, világhírű operaénekes
- Renato Caccioppoli, híres matematikus
- Enrico De Nicola, Olaszország elnöke 1946-ban
- Giovanni Leone és Giorgio Napolitano olasz államelnökök
- Benedetto Croce, nápolyi filozófus
- Antonio de Curtis, Totò néven ismert világhírű színész
- Sophia Loren színésznő Pozzuoliban született
- Dino De Laurentiis filmproducer Torre Annunziatában született
- Curzio Malaparte és Domenico Rea író
- Vittorio De Sica filmrendező
- Bud Spencer színész
- Marisa Laurito (1951–), színésznő és televíziós műsorvezetőnő
- Roberto Murolo (1912–2003), dalszerző és énekes
- Nino Buonocore (1958–), énekes-dalszerző
- Gigi D’Alessio (1967–), énekes-dalszerző és zenei producer

## Turizmus

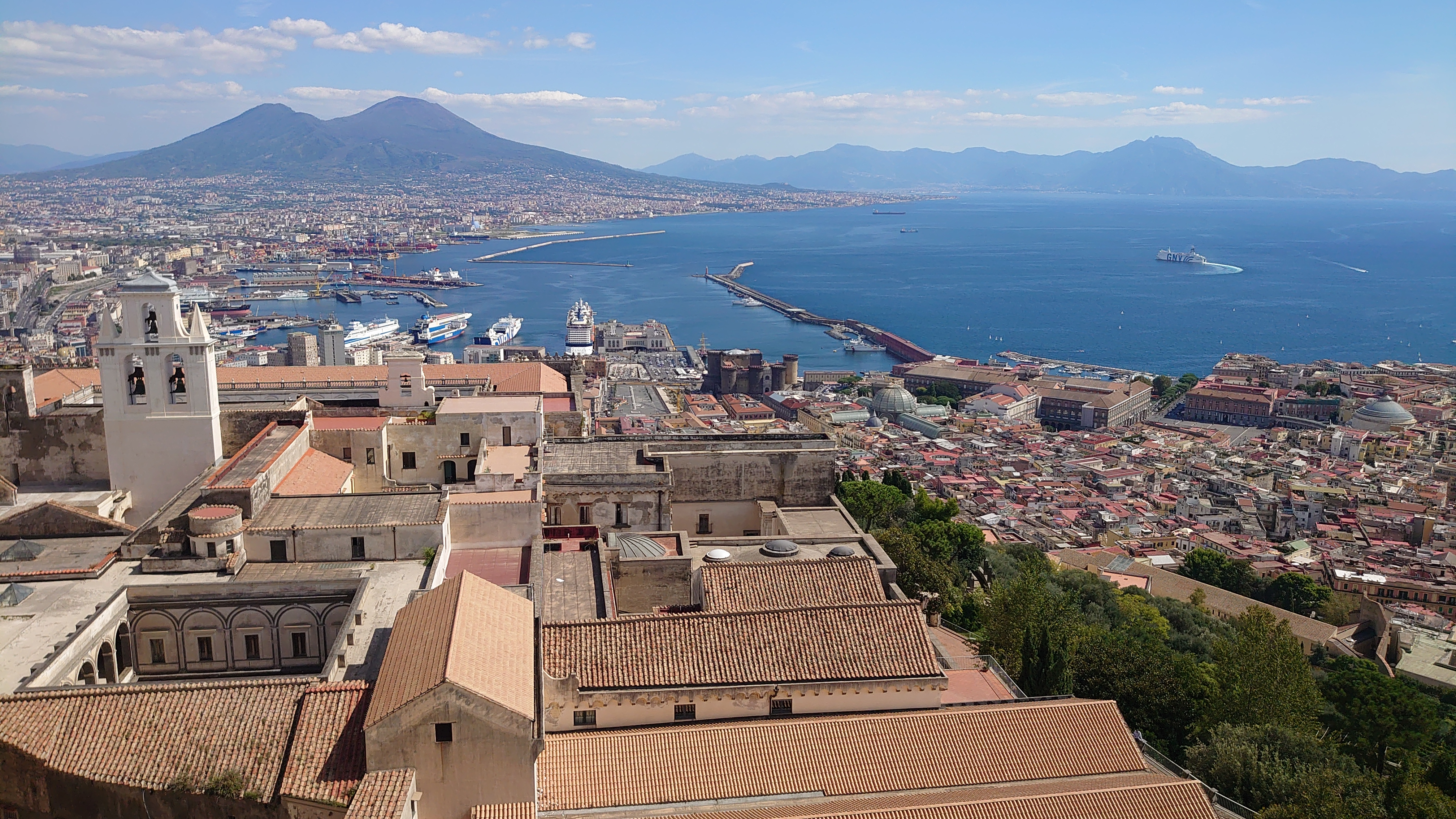
Nápoly, a székhely
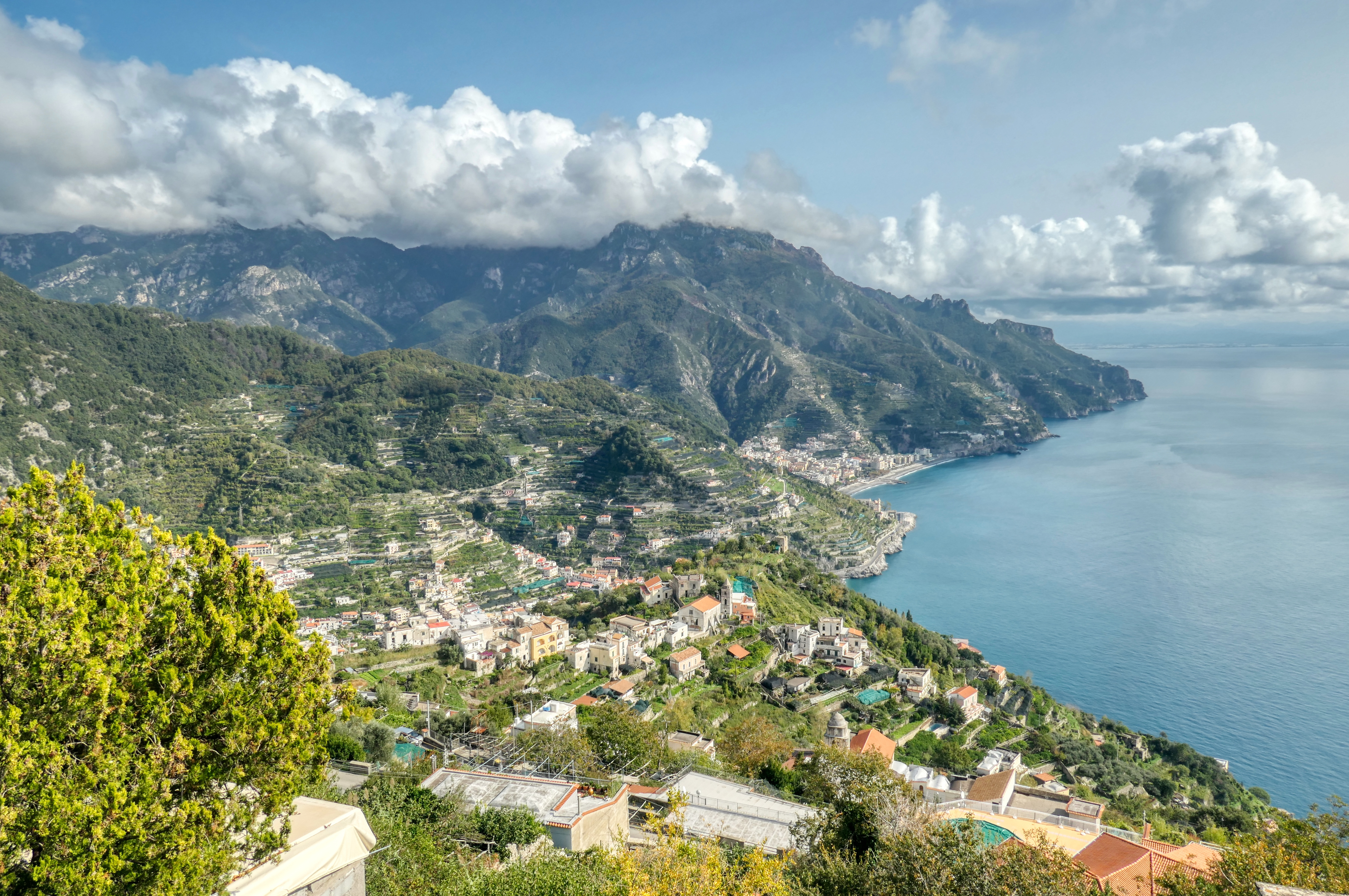
Az Amalfi-part
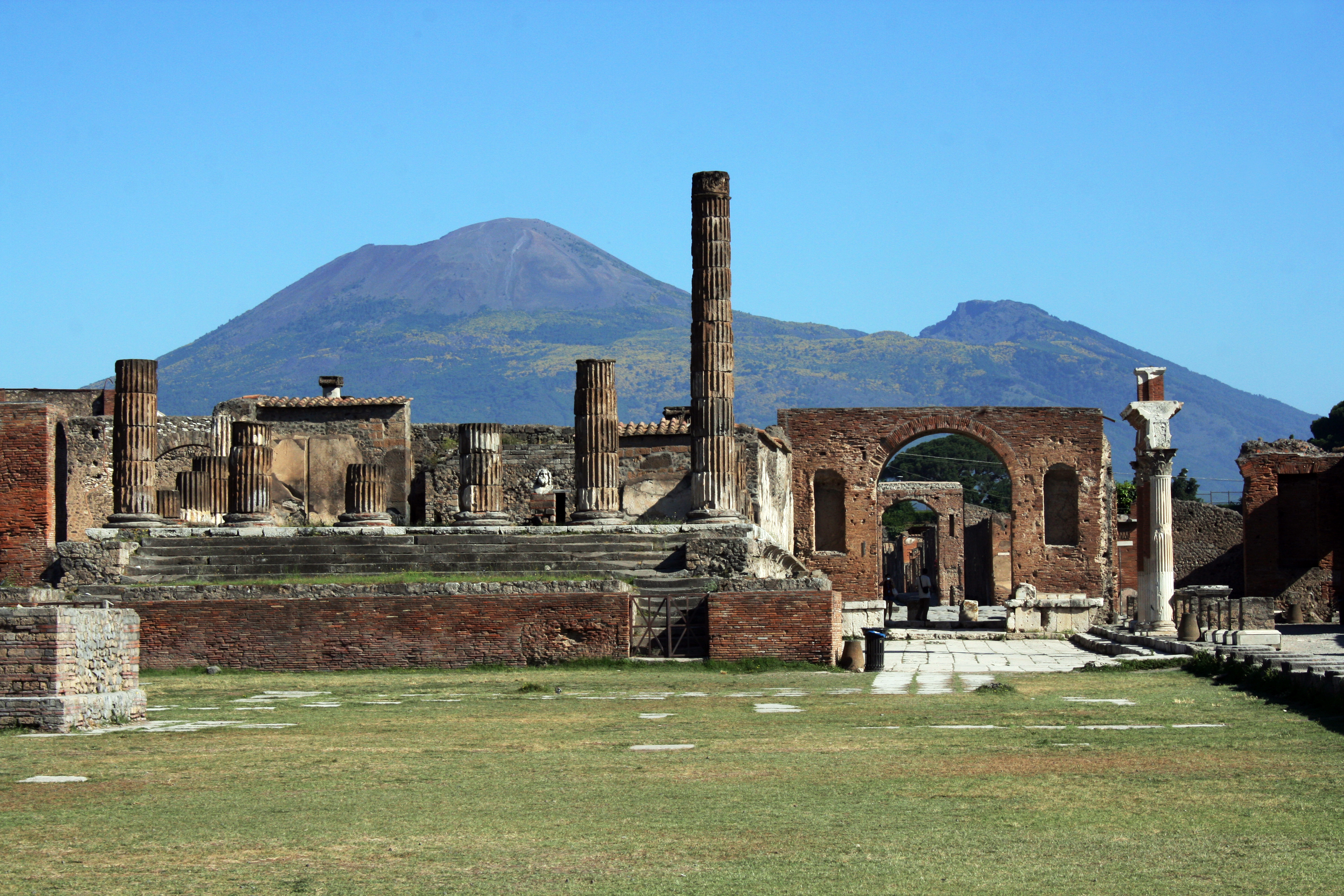
Pompeii romvárosa, háttérben a Vezúvval
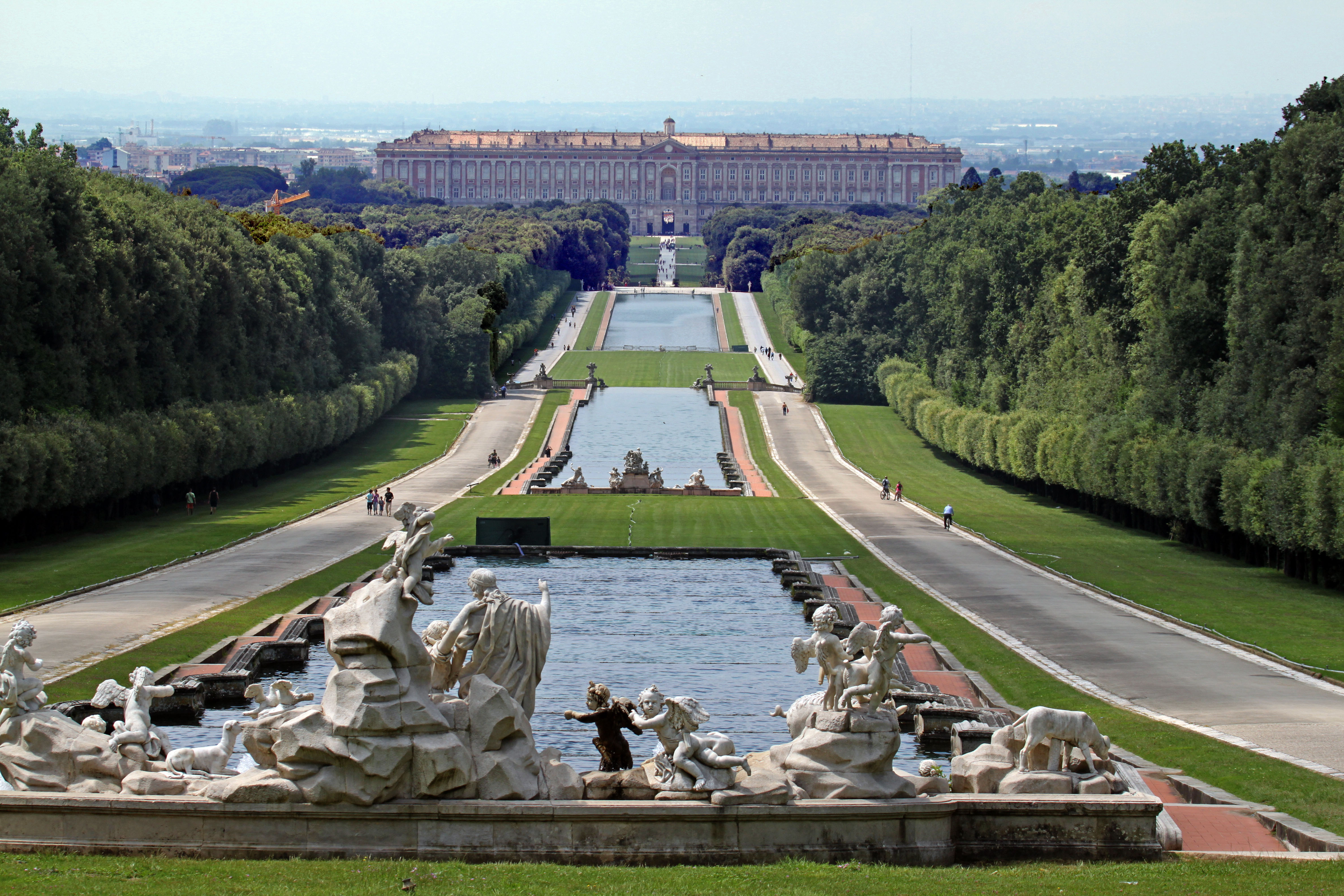
A királyi palota Caserta városában
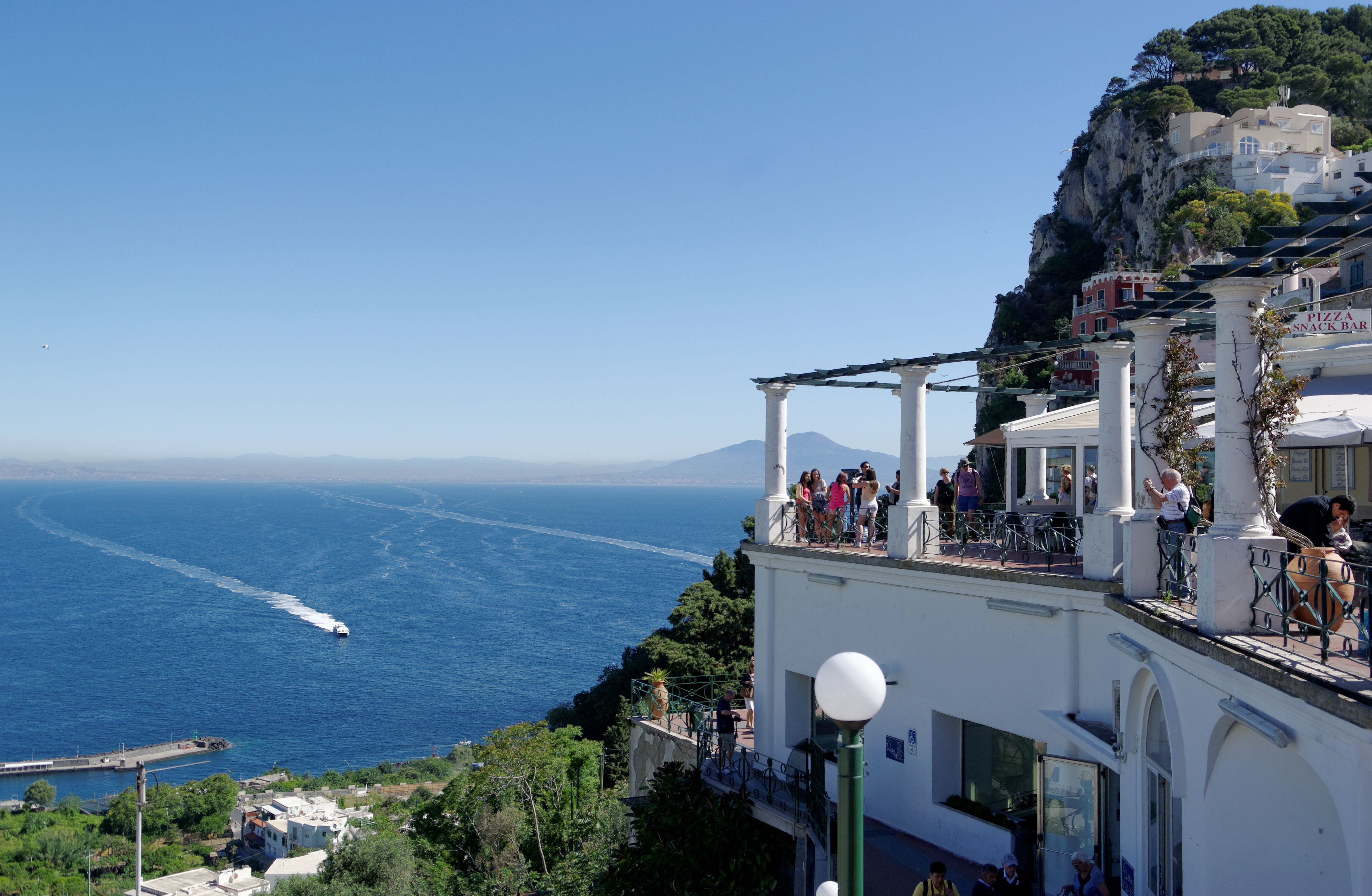
Capri-szigete